# Sandra Fernández Herranz
Sandra Fernández Herranz (Palma de Mallorca, Islas Baleares, España, 24 de octubre de 1980) es una política y abogada española.

## Carrera profesional
Es licenciada en Derecho por la Universidad de las Islas Baleares (UIB). Inició su carrera política en 2002 como militante del Partido Popular de las Islas Baleares (PP). El primer cargo que ocupó fue el de Secretaria General de Nuevas Generaciones. Desde 2002 hasta 2005, estuvo trabajando para el Instituto de Servicios Sociales y Deportivos de Mallorca ("actual Instituto Mallorquín de Asuntos Sociales-IMAS").
Tras las Elecciones municipales de España de 2007 y 2011 fue elegida como concejala del Ayuntamiento de Palma de Mallorca y además fue Teniente del Alcalde, dentro del Área de Bienestar Social, Inmigración y Participación. Seguidamente el 2 de mayo de 2013 fue nombrada como Consejera de Familia y Servicios Sociales del Gobierno Balear, presidido entonces por José Ramón Bauzá.
En las Elecciones autonómicas de 2015 fue elegida diputada al Parlamento de las Islas Baleares por la circunscripción electoral de Mallorca. Cabe destacar que dentro del parlamento balear es vicepresidenta de la Comisión de Salud, además de ser y haber sido miembro titular y ponente de otras comisiones parlamentarias.